# Маврикий на летних Олимпийских играх 2004
Маврикий принимал участие в Летних Олимпийских играх 2004 года в Афинах (Греция) в шестой раз за свою историю, но не завоевал ни одной медали. Сборную страны представляли 3 женщины.